# Társilo Piles i Guaita
Társilo Francisco Piles Guaita (Torís, 1947), también conocido como Társilo Piles i Guaita es un político y empresario valenciano. Fue miembro de Unió Valenciana y ejerció cargos en el Valencia CF y en el Banco de Valencia hasta la extinción de esta entidad. Fue concejal en el Ayuntamiento de Valencia y Primer Teniente de Alcalde de Valencia.

## Biografía
Antes de empezar su carrera política, Piles trabajó en el Banco de Valencia hasta 1991, cuando pidió la excedencia para dedicarse enteramente al desempeño de su cargo de concejal.
En 1982 participó en la fundación de Unió Valenciana junto a otros políticos como Miquel Ramón e Izquierdo o Vicent González Lizondo. Fue concejal en el Ayuntamiento de Valencia y posteriormente, sucedió a González Lizondo como primer teniente de alcalde de Valencia hasta 1995, renovando el acta de concejal en 1995, pero perdiéndola en 1999, cuando UV no consiguió ninguna representación en el consistorio. Paralelamente y desde el año 1996, Piles ejerció como Presidente de UV en la provincia de Valencia, cargo del que dimitió tras la pérdida de representación en las 1999. El mismo año, Piles compitió por el liderazgo del partido en unas primarias con Héctor Villalba.Poco después, y debido a discrepancias con la nueva dirección del partido encabezada por José Maria Chiquillo, Piles abandonó el partido.
Tras retirarse de la política, Piles se dedicó al mercado inmobiliario. Desde 2009 hasta 2015, presidió la Fundación del Valencia CF. Aunque antes ya había sido consejero de administración del equipo de fútbol. En 2015 fue imputado por el delito de apropiación indebida por las irregularidades con el negocio de piscifactoría que hizo con el exministro, candidato a la Presidencia de la Generalitat y exalcalde de Manises Antoni Asunción.
El juez no solo no halló culpables a Piles y Asunción, sino que condenó en costas al Banco de Valencia.